# Rebekka
Rebekka (hebräisch רִבְקָה Riḇqāh; auch Rebecca) ist eine biblische Person der jüdischen Tora im Tanach und des christlichen Alten Testaments.
Die Geschehnisse um Rebekka stehen im Zusammenhang mit den Erzelternerzählungen im 1. Buch Mose (Genesis) 24–27 . Rebekka ist die Schwester Labans, Tochter des Aramäers Betuël (Genealogie in Gen 22,23 ; 24,24–47 ) und Enkelin Milkas und Nahors (Abrahams Bruder, der in Mesopotamien geblieben war). Sie ist die Großnichte Abrahams, die Nichte zweiten Grades und Frau Isaaks, des Sohnes Abrahams, und Mutter der Zwillinge Esau und Jakob.

## Etymologie
Die Bedeutung des hebräischen Namens ist umstritten. Nestle führt den Namen auf die hebräische Formulierung רב קוה („große Geduld“, „große Erwartung“) zurück. Bereits bei Philo verkörpert die Person der Rebekka Geduld und Tugend. Johann Jakob Stamm deutet Riḇqāh als eine Nebenform von biqrāh, was auf das Arabisch baqarat („Kuh“) zurückzuführen ist. Ähnliche Tiernamen finden sich auch bei Lea oder Rahel. Als unsicher gelten Deutungen von arabisch rabkatun („Schlinge“) oder ein Zusammenhang mit dem neuhebräischen Wort רבקה („Koppelung“), was die Verbindung der Völker Israel und Edom symbolisieren soll.

## Biblische Erzählungen – Literarische Gestalt
In Gen 24  wird erzählt, wie der hochbetagte Abraham seinen Knecht (vermutlich Elieser, Gen 15,2 ) zurück in das Land seiner Verwandtschaft schickt (gemeint ist die Stadt Harran in Syrien, heute Türkei), um dort für seinen Sohn Isaak eine gottesfürchtige Frau zu finden, denn er will nicht, dass sein Sohn eine Frau aus Kanaan heiratet, wo heidnische Götter verehrt werden. Bei seiner spätnachmittäglichen Ankunft in Haran lagert der Knecht an einem Brunnen vor der Stadt, als die Frauen herauskommen, um dort Wasser zu holen. Unter ihnen ist auch Rebekka. Der Knecht bittet sie um einen Schluck Wasser aus ihrem Krug, woraufhin sie auch seinen Kamelen zu trinken gibt. Dies ist das Zeichen für den Knecht, dass Rebekka die richtige Frau für Isaak ist, denn in einem Gebet hatte er sich zuvor an JHWH mit der Bitte gewandt, dass sich die für Isaak bestimmte Frau so verhalten sollte (Gen 24,14 ).
Im Haus Labans, Rebekkas Bruder, verkündet der Knecht seinen Auftrag, überreicht wertvolle Geschenke seines Herrn und bittet um die Hand Rebekkas für Isaak, die ihm gewährt wird. Auch Rebekka ist mit der Entscheidung einverstanden und folgt dem Knecht Abrahams nach Kanaan. Dabei wird sie von ihrer Amme Debora (hebr. דְּבוֹרָה, dəḇōrāh), die später zum Haushalt Jakobs gehörte und in Bethel starb (Gen 35,8 ), sowie von mehreren Dienerinnen begleitet (Gen 24,61 ). In der neuen Heimat wird sie die Frau des damals vierzig Jahre alten Isaak, der sie lieb gewinnt (Gen 25,20 ). Viele Jahre lang bleibt die Ehe wegen der Unfruchtbarkeit Rebekkas kinderlos. Erst nach jahrelangem, inständigem Gebet Isaaks lässt JHWH sie schwanger werden (Gen 25,21 ). Als Rebekka Zwillinge zur Welt bringt, ist ihr Mann Isaak bereits sechzig Jahre alt (Gen 25,26 ).

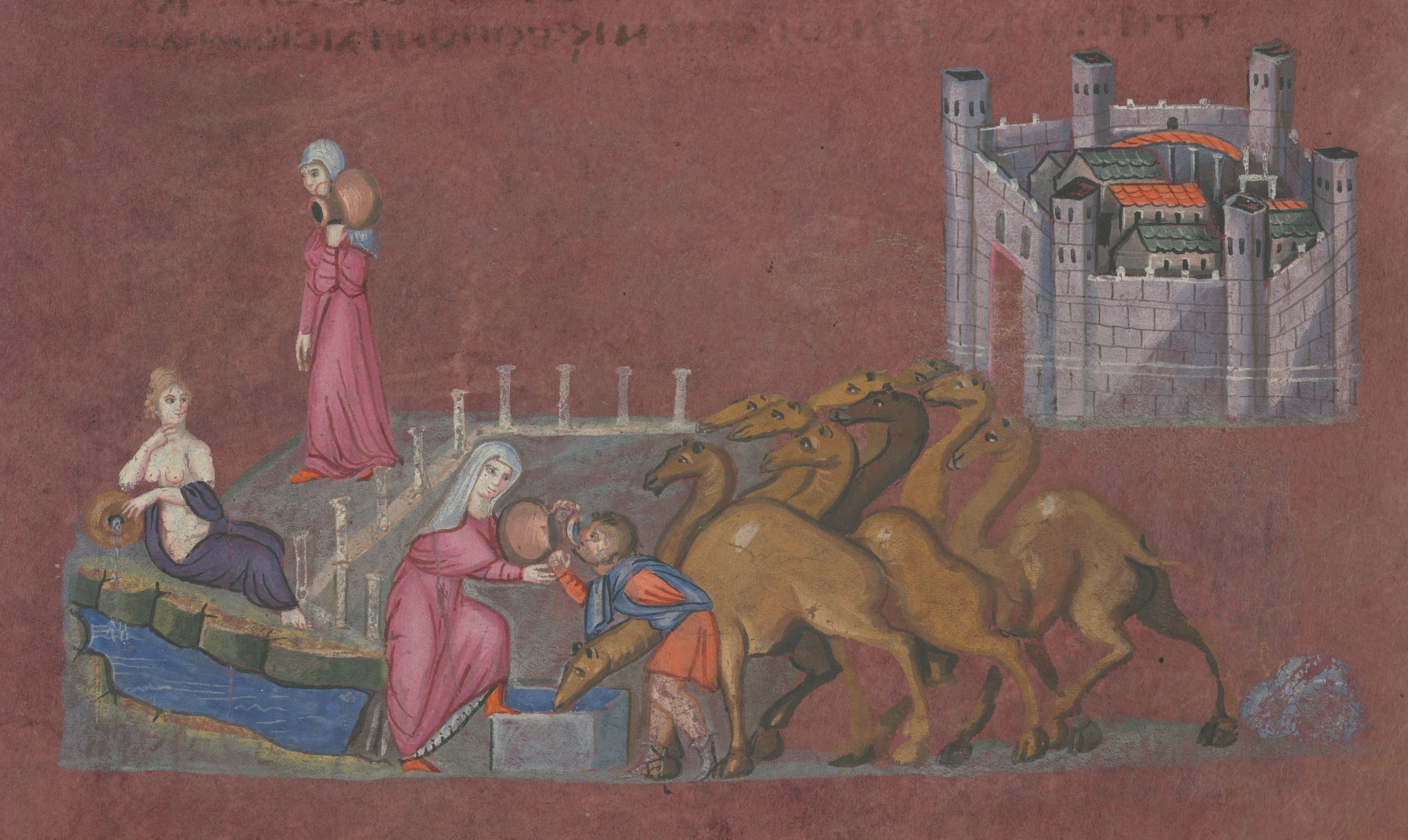
Eliezer und Rebekka (Wiener Genesis, Syrien, 6. Jh.)

Gen 25,25–26  erzählt, wie die Geburt der Zwillinge Esau und Jakob abläuft. Das Ungewöhnliche in Gen 25,22–23  ist, dass Rebekka direkt das Wort an JHWH richtet und von ihm die Verheißung über eine große Nachkommenschaft empfängt. In einem Traum prophezeit ihr Gott, der ältere Esau werde dem jüngeren Jakob dienen müssen. Damit wird die Zukunft der von beiden abstammenden Völker (Gen 25,23 ) präfiguriert. Von Esau leitet sich das Volk der Edomiter her, von Jakob die Zwölf Stämme Israels.
In Gen 26  tritt das Motiv der Gefährdung der Ahnfrau auf, welches auch schon bei Abraham und Sara zu finden ist. Isaak verleugnet die Ehe mit Rebekka in Gerar (Philisterstadt) und gibt sie als seine Schwester aus, denn er hat Angst, getötet zu werden, da sie sehr schön ist. Der Betrug wird erkannt, als Abimelech, der König der Philister, durch das Fenster beobachtet, wie beide miteinander umgehen. Abimelech stellt Isaak und Rebekka wider Erwarten unter besonderen Schutz (Gen 26,1–11 ). Später kommt es sogar zu einem Bund zwischen beiden.
In Gen 27  wird Rebekka, wie in Gen 24 , als sehr aktive Frau vorgestellt. Sie verhilft ihrem jüngeren Sohn Jakob mit einer List dazu, den Erstgeburtssegen von seinem Vater zu erschleichen, indem er sich als sein Bruder Esau ausgibt. Sie verstößt damit gegen geltendes Recht, versucht aber auf der anderen Seite, der Verheißung JHWHs aus Gen 25 Genüge zu tun.

## Rebekka, eine historische Gestalt? – Anachronismen
Die Rebekka-Erzählung ist von Anachronismen gekennzeichnet. Das Volk der Aramäer, aus welchem Rebekka stammen soll, kann erst ab 1300 v. Chr. in Mesopotamien nachgewiesen werden. Um 1500 v. Chr., als Rebekka gelebt haben soll, gab es noch keine Aramäer in der Levante. Die verwandtschaftliche Beziehung zwischen Israeliten und Aramäern ist nach Auffassung von manchen Wissenschaftlern von den Verfassern der Genesis aus der Retrospektive konstruiert worden.

## Eine programmatische Erzählung – Intentionen
Aus den oben genannten Gründen gehen einige Wissenschaftler davon aus, dass die Erzählung um Rebekka aus der Retrospektive verfasst wurde, nämlich im babylonischen Exil oder in der frühen nachexilischen Zeit (587–450 v. Chr.). Sie sind sich sicher, dass Gen 24 bis 27 keine historische Abbildung der Geschehnisse ist. Stattdessen nehmen sie an, dass in diesen Erzählungen Modellfiguren, theologische Bilder und Aussagen tradiert werden sollten. Von der Annahme aus betrachtet, dass sich die israelitische Identität sowie die monotheistische JHWH-Verehrung in erster Linie in der Exilzeit herausgebildet hätten, sind die in der Genesis beschriebenen Erzeltern als programmatische Modellfiguren zu verstehen und bilden das grundlegende Fundament israelitischer Identität.
Bezüglich der Erzählung um Rebekka ist auffallend, wie JHWH sie als Frau Isaaks auswählt und auch im Folgenden das Geschehen lenkt. Hierbei soll beispielhaft deutlich werden, dass JHWH die Geschichte seines auserwählten Volkes Israel selbst gestaltet.

## Parallelen zu anderen Personen

### Rebekka – das feministische Pendant Abrahams?
Im Vergleich zur Abrahamserzählung fällt auf, dass in Gen 24 bis 27 ähnliche Motive verwendet werden. So wie Abraham die Modellfigur des Gottesvertrauens und des Gehorsams darstellt, indem er auf Befehl JHWHs in ein ihm noch unbekanntes Land aufbricht, nimmt auch Rebekka die Herausforderung der Ehe mit einem Mann an, den sie noch nicht einmal kennt. Ebenso, wie Abraham direkt von Gott erwählt wurde, wurde auch Rebekka direkt von Gott am Brunnen erwählt. Ihre Entscheidungsfreiheit und die damit verbundene bewusste Entscheidung lassen Rebekka zum weiblichen Pendant Abrahams werden. In beiden Erzählungen sind die Motive des Aufbruchs in die Ungewissheit, das Verlassen alter Bindungen, das Vertrauen auf die Führung Gottes und der Weg in ein neues Land zentral. Rebekka wird dadurch ebenso wie Abraham zur Identifikationsfigur des israelitischen Volkes.
Auch das Segens- und Verheißungsmotiv stellt eine Fortführung der Abrahamserzählung dar: Nachdem Rebekka JHWH um Rat bezüglich der sich im Mutterleib streitenden Zwillinge fragt, erhält sie die Verheißung einer reichen Nachkommenschaft (Gen 25,23 ). Die Segnung, die Abraham direkt von JHWH erfährt (Gen 22,17 ), wird Rebekka stellvertretend durch ihre Familie zuteil:

„Du, unsere Schwester, werde zu tausendmal Zehntausenden, und deine Nachkommen mögen das Tor ihrer Hasser in Besitz nehmen!“

Dadurch ist eine klare Verbindung zwischen beiden geschaffen. Im Eingreifen in Rebekkas Unfruchtbarkeit wird, ähnlich wie bei Abrahams Frau Sara, deutlich, wie JHWH helfend bei ihr ist. Insgesamt wird an beiden bildhaften Erzählungen ein gleiches Gottesbild tradiert: JHWH ist einerseits der, der zum Aufbruch drängt, andererseits aber auch der, der in der Ungewissheit seinen Segen bereitet. Allgemeiner formuliert heißt das: JHWH ist zugleich fordernder, aber auch helfender, segnender Gott.

### Besonderheiten Rebekkas im Vergleich zu den Erzmüttern Sara und Rahel
Auffällig ist, dass Rebekka in der literarischen Endgestalt der Erzählung mehr Sprechanteile hat als die beiden anderen Erzmütter in den jeweiligen Texten. Ihr steht frei, ob sie mit dem Knecht gehen und Isaak heiraten möchte. Sie wird als gastfreundlich, hilfsbereit, tüchtig, ausdauernd (Wasserschöpfen am Brunnen) und gutherzig beschrieben. Keiner der anderen beiden Frauen werden so viele Attribute zuteil. Weiterhin zeichnet sich Rebekka durch ihre Klugheit und Schlauheit aus, welche allerdings im Zuge des Betrugs um den Erstgeburtssegen in ein negatives Licht gerückt wird. In den Erzählungen wirkt Isaak im Vergleich zu seiner Frau passiv, während sie aktiv ihren Willen durchsetzt. Es wird explizit berichtet, dass Isaak seine Frau lieb hat (Gen 24,67 ).
Martin Noth behauptet in seinem Buch Überlieferungsgeschichte des Pentateuch:

„Frauen dienen bloß als Staffage, weder ihr Handeln zählt, noch das Handeln Gottes an ihnen; als Persönlichkeiten sind sie ausschließlich auf die Männer hin zu sehen, in den Traditionen des Glaubens Israel sind sie bedeutungslos!“

Bei genauerer Betrachtung trifft dies allerdings nicht auf Rebekka zu, denn sie sorgt aktiv dafür, dass Gottes Verheißung über ihre Söhne erfüllt wird (Gen 25,23 ): Sie sorgt für die Segnung des jüngeren Jakob und damit für seinen Vorrang vor seinem älteren Bruder. Weiterhin verhilft sie Jakob zur Flucht, der ohne diesen Rat vielleicht durch seines Bruders Hand den Tod gefunden hätte.
Ebenso wie Sara und Rahel zählt Rebekka zu den Erzmüttern des Volkes Israel. Die in allen drei Erzählungen stets herrschende Spannung zwischen Unfruchtbarkeit und Nachkommenschaftsverheißung wird durch göttliche Gnade aufgehoben. Alle unfruchtbaren Frauen werden somit zu bedeutsamen Gestalten. Sie werden durch JHWHs direktes Eingreifen jeweils geheilt (s. auch Unfruchtbare im Neuen Testament).
Weiterhin finden sich Parallelen zwischen Sara und Rebekka in der Gefährdung der Ahnfrau (Gen 12 ; 20 ; 26 ). Beide stehen in der Gefahr, von anderen Männern geheiratet zu werden, weil ihre Ehemänner, die fürchten, aufgrund der Schönheit ihrer Frauen von Konkurrenten getötet zu werden, sie als ihre Schwester ausgeben. JHWHs helfendes Eingreifen wird in beiden Gefährdungserzählungen deutlich (Gen 12,10 – 20 ; 26,1–11 ).
Es handelt sich bei allen drei Erzelternpaaren um endogame Eheschließungen, denn die Frauen stammen aus der gleichen Sippe. Sara kam mit Abraham aus Ur, Rebekka und Rahel stammen aus dem aramäischen Harran. Allerdings haben Abraham, Isaak und Jakob jeder mehr als eine Frau, die nicht dieser Sippe angehörten. Das Schema von Rebekkas Geburtserzählung entspricht dem gleichen Muster wie dem der anderen Erzmütter: Schwangerschaft, Ankündigung einer Geburt oder deren nähere Umstände und Geburt des Kindes. Auffällig ist auch, dass alle drei Erzmütter nur Söhne gebären und sich ihre Kinderzahl auf maximal zwei beschränkt. Ebenso erfolgt eine Schwangerschaft erst, nachdem der Mann für seine unfruchtbare Frau zu Gott gebetet hat und dieser die Gebete erhört und eingreift. Dies sind typische Elemente für das Motiv der Ahnfrau, die einerseits in der Erzählung Spannung erzeugen, andererseits die direkte Bindung der Erzeltern an JHWH vor Augen führen.

## Darstellungen Rebekkas

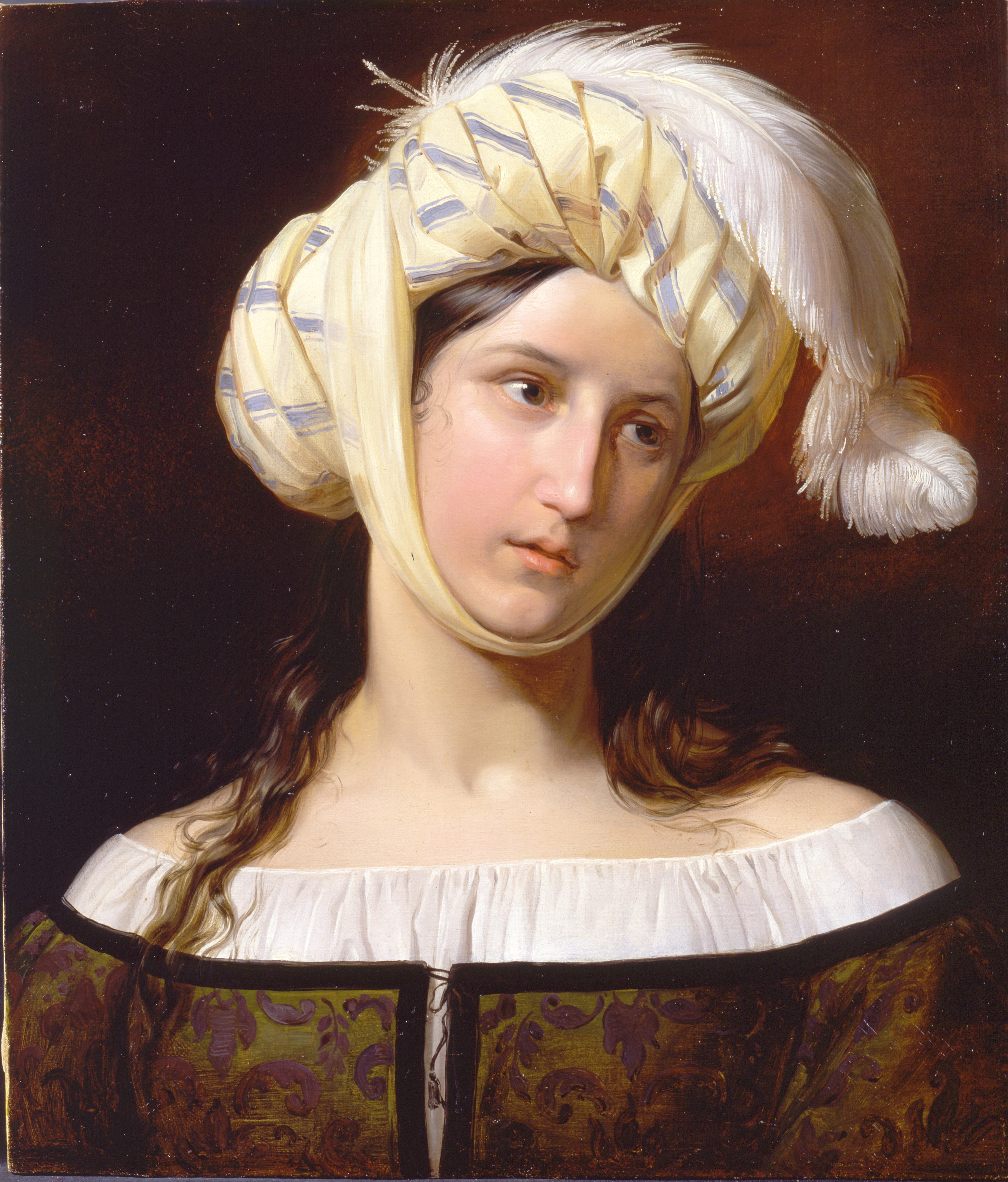
Giuseppe Molteni: Rebecca, um 1835

Bartolomé Esteban Murillo, Rebekka und Eliezer am Brunnen (Mitte 17. Jahrhundert) zeigt, wie Eliezer auf Isaaks zukünftige Frau trifft

Folgende Angaben zu den Darstellungen Rebekkas in Musik und Kunst finden sich im Lexikon der biblischen Personen von Martin Bocian.

### In der Musik
Die Erzählungen über Rebekka wurden oft vertont. 1761 entstand ein erstes Oratorium in London, welches von John Christopher Smith komponiert wurde. Man nimmt an, dass er Händels Musik mit dem Text verband, denn er war dessen Nachfolger am Hofe. Weitere Vertonungen folgten 1766 durch Michael Haydn (Rebekka als Braut), 1865 durch B. Pisani mit seiner Oper Rebekka in Mailand; 1883 entstand eine dramatische Kantate in Boston von D.F. Hodges; Joseph Barnby schrieb das Oratorium Rebekah für das Musikfest in Hereford und 1881 gestaltete César Franck eine biblische Szene.

### In der Kunst
Darstellungen Rebekkas existieren oft in den Jakob-/Esau-Zyklen. Es werden beispielsweise die Begegnung mit dem Knecht am Brunnen, das Anbieten des Trankes, das Tränken der Kamele, die Rückreise oder die Begegnung mit Isaak dargestellt. Raffaels vier Fresken des Isaak-Zyklus in den Loggien des Vatikans zeigen Rebekka stets bei ihrem Lieblingssohn.